# Наталија Синишин
Наталија Синишин (Сасновка, 3. јул 1985) је азербејџанска рвачица украјинског порекла. До 2013. такмичила се за Украјину, а од 2014. наступа за Азербејџан. Под заставом Украјине освојила је бронзане медаље на Светском првенству 2006. и 2007. На Европским првенствима 2009. и 2012. била је златна, 2007. сребрна и 2008. бронзана. Учествовала је на Олимпијским играма у Пекингу 2008. где је заузела дванаесто место. За Азербејџан освојила је бронзу на Европским играма у Бакуу, злато на Европском првенству 2016. и бронзану медаљу на Олимпијским играма у Рио де Жанеиру.